# مقاطعة ماهاسكا (آيوا)
مقاطعة ماهاسكا (بالإنجليزية: Mahaska County)‏ هي إحدى مقاطعات ولاية آيوا في الولايات المتحدة الأمريكية.